# Dictionnaire étymologique de l'ancien français
Le Dictionnaire étymologique de l'ancien français (DEAF) est un dictionnaire étymologique qui retrace les origines et l'histoire de l'ancien français. Cet ouvrage lexicographique est publié par l'Académie des sciences de Heidelberg. 
Commencé dans les années 1960, il est actuellement[évasif] dirigé par Thomas Städtler, assisté de Maud Becker, Sabine Tittel et Stephen Dörr, et soutenu par Frankwalt Möhren, son ancien directeur.
Le DEAF paraît sous forme imprimée depuis 1974, et sous forme électronique en ligne depuis 2010 (DEAF électronique ou DEAFél). Son financement était prévu jusqu'en décembre 2020.

## Histoire
Au milieu des années 1960, à Heidelberg, Kurt Baldinger commence à concevoir un dictionnaire étymologique de l'ancien français, indépendamment de Jean-Denis Gendron qui fait de même à Québec. Lors du Congrès International de Linguistique et Philologie romanes tenu à Bucarest en 1968, à l'initiative de Georges Straka (Strasbourg) il est décidé de fusionner les deux projets et de les baser à l'Université de Laval (ville de Québec).
Frankwalt Möhren, collaborateur de la première heure et contributeur majeur des matériaux établis à Heidelberg, met en place et dirige désormais la station de recherche québécoise. Après la fin du financement par le Conseil des arts du Canada en 1975, le DEAF retourne à Heidelberg. Lors du déménagement, F. Möhren réussit à sauver le fichier, les autres matériaux québécois étant perdu pour le futur travail. À partir de 1977, la Fondation allemande pour la recherche (DFG) prend en charge la continuation du projet, et F. Möhren en devient le directeur.
Le DEAF vit alors une période de réorganisation et d'approfondissement méthodique, avant d'être pris en charge par l'Académie des Sciences de Heidelberg à partir de 1985. Au cours de la décennie suivante, la méthode de rédaction s'élabore et se perfectionne, atteignant sa maturité au milieu des années 1990. S'ensuit une autre dizaine d'années où l'on vise surtout la productivité rédactionnelle.
Le DEAF subit un revers en 2005, sa durée initialement prévue jusqu'en 2050 étant raccourcie de 25 ans. Pour sauvegarder la possibilité de finaliser tout l'alphabet, le DEAF a alors recours à l'outil informatique. À partir de 2007, sous la direction de Thomas Städtler, deux objectifs corrélés sont poursuivis : le traitement des domaines encore mal représentés en lexicographie de l'ancien français, et la mise en place d'une base de données performante.
Le recours à informatique s'accentue encore quand le délai pour la finalisation du projet est de nouveau raccourci : un système de rédaction électronique permettant de rationaliser les travaux est développé entre 2008 et 2010, en collaboration avec l'IPD (Institut pour l'organisation des données et la structuration des programmes) de Karlsruhe, sous la direction de Peter Lockemann du Karlsruher Institut für Technologie (KIT). À partir de la même année, le DEAF électronique (DEAFél) est mis en ligne, les fascicules imprimés traditionnels devant paraître deux ans plus tôt.

## Caractéristiques
Le DEAF est un dictionnaire descriptif de l'ancien français qui favorise la perspective linguistique plutôt que philologique tout en intégrant des aspects encyclopédiques. L'un de ses traits marquants est le traitement critique des questions étymologiques et sémantiques en tenant compte des diverses opinions existantes. Un autre point distinctif est l'exploitation systématique de sources tertiaires comme les dictionnaires historiques de référence, dont le Altfranzösisches Wörterbuch par Adolf Tobler et Erhard Lommatzsch, le Godefroy et le Französisches Etymologisches Wörterbuch (FEW) de Walther von Wartburg ; ces ouvrages en profitent en retour en termes de traçabilité des sources.
Ces caractéristiques témoignent de l'héritage du FEW (d'autant que K. Baldinger fut l'élève de von Wartburg et l'un de ses principaux collaborateurs) mais le DEAF est davantage qu'une continuation. Son concept est ancré dans le principe de l'utilisation de sources de tous genres : textes littéraires ou non toujours localisés et datés (sources primaires), vocabulaires spécialisés et études de la vie médiévale (sources secondaires), ainsi que des dictionnaires existants s'appuyant sur des sources secondaires ou sur d'autres dictionnaires (sources tertiaires).

Les données extraites de ces sources se trouvent réunies dans un fichier contenant environ 1,6 million de fiches qui renvoient à 12 millions d'attestations.
Prenant comme point de départ cette quantité de sources – et après vérification et interprétation de toutes les occurrences! – nous présentons tous les mots de l'ancien français avec toutes leurs significations en les intégrant dans la structure réduite d'un article de dictionnaire. Les matériaux cités sont rendus accessibles par une bibliographie, qui répertorie tous les textes, tous les manuscrits et toutes les éditions, les situe dans l'histoire des textes littéraires et non-littéraires, qui date et localise les sources, et qui évalue la qualité des éditions. Comme l'ancien français est bien documenté, la masse des sources n'a ni bornes ni mesure.
La nomenclature (macrostructure) du DEAF provenant de ce fichier compte environ 85 000 entrées (octobre 2020), regroupés par familles étymologiques pour rendre plus clair les rapports entre eux. La vedette figurant en tête de chaque article correspond au mot d'ancien français descendant direct de l'étymon.
L'enchaînement des rubriques (microstructure) fait commencer chaque article par une discussion étymologique incluant des langues sœurs, offrant une introduction abordable, avant les rubriques plus denses concernant la graphie et la sémantique de chaque mot. Autre trait distinctif du DEAF, chaque attestation accompagnant une définition est datée, soit explicitement dans l'article, soit par le biais du sigle de la source qui permet au lecteur d'élargir la recherche à l'aide du supplément bibliographique (voir ci-dessous). Cette troisième rubrique concernant les différents sens du mot constitue le cœur de chaque article où des contextes soigneusement choisis viennent corroborer chaque définition.
À chaque signification d'un mot correspond une définition. Celle-ci, conformément à la tradition, est construite de façon phrastique: elle part du genre prochain et est précisée par autant de mots désignant des différences spécifiques que nécessaires pour cerner la signification exacte du mot [...] une définition, aussi soigneusement établie qu'elle soit, ne prend vie qu'avec un exemple bien choisi [...] Cette observation est d'autant plus vraie pour un dictionnaire d'une langue du passé, puisque nous ne développons guère de sentiment actif pour le génie de la langue ancienne. Le contexte est souvent choisi pour donner des informations supplémentaires que la définition ne contient pas [...].
En fin d'article sont cités les renvois aux sources tertiaires dans l'ordre de leur parution, dont au Tobler-Lommatzsch, au Godefroy et au FEW. Outre les indications bibliographiques concernant chaque acception, on y trouve une évaluation des opinions lexicographiques discutables.

## Publications
Les articles du DEAF comprennent aujourd'hui toutes les lettres de l'alphabet.

### Volumes imprimés
Les lettres E–K (et D à la fin de 2021), qui sont à l'origine de la composition du DEAF, sont les seules à avoir été publiées sous la forme de volumes reliés.
- Fascicule E1, 2019, fondé par Kurt Baldinger, continué par Frankwalt Möhren, publié sous la direction de Thomas Städtler,  (ISBN 978-3-11-063001-5).
- Fascicule E2-3, 2020, fondé par Kurt Baldinger, continué par Frankwalt Möhren, publié sous la direction de Thomas Städtler,  (ISBN 978-3-11-069865-7).
- Fascicule F1, 2012, par Th. Städtler, S. Dörr, Sabine Tittel, M. Kiwitt, F. Möhren,  (ISBN 978-3-484-50595-7).
- Fascicule F2, 2014, fondé par Kurt Baldinger, continué par Frankwalt Möhren, publié sous la direction de Thomas Städtler,  (ISBN 978-3-11-030834-1).
- Fascicule F3, 2016, fondé par Kurt Baldinger, continué par Frankwalt Möhren, publié sous la direction de Thomas Städtler,  (ISBN 978-3-11-034183-6).
- Fascicule F4-5, 2018, fondé par Kurt Baldinger, continué par Frankwalt Möhren, publié sous la direction de Thomas Städtler,  (ISBN 978-3-11-056973-5).
- Tome G, 1974–1995, par K. Baldinger u. a.,  (ISBN 3-484-50082-4).
- Index G, 1997, par Martina Fietz-Beck,  (ISBN 3-484-50164-2).
- Tome H, 1997–2000, sous la direction philologique de Frankwalt Möhren,  (ISBN 3-484-50600-8).
- Index H, 2000, par Sabine Tittel,  (ISBN 3-484-50605-9).
- Tome I, 2001–2003, sous la direction de Frankwalt Möhren,  (ISBN 3-484-50606-7).
- Tome J – K, 2004–2008, par F. Möhren, Th. Städtler, S. Dörr, S. Tittel,  (ISBN 978-3-484-50613-8).
- Index I – J – K, 2010, par Sabine Tittel,  (ISBN 978-3-484-50617-6).
- Complément bibliographique, 1974, par Frankwalt Möhren, Québec (Laval) – Tübingen (Niemeyer) – Paris (Klincksieck).
- Complément bibliographique, 1993, par Frankwalt Möhren,  (ISBN 3-484-50172-3).
- Complément bibliographique, 2007, par Frankwalt Möhren,  (ISBN 978-3-484-50616-9).
- Complément bibliographique, 2016, par Frankwalt Möhren, Berlin (De Gruyter)  (ISBN 978-3-11-044088-1).
- Complément bibliographique, version publiée en ligne depuis 2002 et continuellement mise à jour.

### Publications en ligne
Depuis 2010, le DEAF publie en ligne sous le nom de DEAFél.
DEAFél comporte les articles du DEAFplus et du DEAFpré ; il intègre les informations du Complément bibliographique (DEAFBiblél) ainsi que des fonctions de recherche et des matériaux supplémentaires. DEAFplus représente le dictionnaire sous forme électronique qui unit les articles des volumes D à F (rédigés dans une manière entièrement digitale) avec les balayages des volumes imprimés G à K (dont les lemmes, leurs réalisations graphiques et leurs étymons sont accessibles par les fonctions de recherche; la rétro-numérisation entière des volumes G à K est en cours).
Chaque nouveau fascicule est imprimé et publié par De Gruyter ; sa mise en ligne ne s'effectue qu'après un laps de deux ans.
DEAFpré, dont les articles concernent les lettres A-C et L-Z, rend accessibles les matériaux bruts du fichier qui sont préstructurés sous forme d’articles préliminaires. DEAFpré n'est publié qu'en ligne.

## IT et système de rédaction électronique
Pour la rédaction numérique des articles, le DEAF a développé un système de rédaction électronique (DEAF-DWS, Sabine Tittel en coopération avec l'Institut für Programmstrukturen und Datenorganisation - IPD, KIT). DEAF-DWS utilise des modules Open source et a été adapté pour la rédaction du Dictionnaire de l'ancien gascon électronique (DAGél) de l'Académie des Sciences de Heidelberg. DEAF-DWS comporte une interface (REST) avec le corpus de textes ancien français juridiques Documents linguistiques galloromans (DocLing), dont les matériaux sont intégrés dans la base de donnés du DEAF et traités dans les articles du DEAFpré.
Pour les articles du DEAFplus, il existe un modèle sous format Resource Description Framework (RDF) utilisant Ontolex-lemon comme vocabulaire central.

## Complément bibliographique
La forme très comprimée des articles pouvant rebuter les lecteurs novices, elle permet en revanche une densité informative extraordinaire qui s'exploite grâce à DEAFBiblél. Commencée dès 1965, cette ressource indispensable pour l'utilisation avancée du DEAF « constitue l'essai d'une bibliographie critique de l'ancien français prenant comme point de départ les sigles du DEAF [...] Il attribue, en principe, chaque texte à un genre littéraire, nomme tous les manuscrits, date et localise tous les textes et tous les manuscrits, répertorie toutes les éditions et évalue leur qualité ». C‘est en grande partie la structure élaborée des renvois du dictionnaire et de sa bibliographie qui fait de l'ensemble un outil puissant et maniable. Pour mettre en place un réseau de références de cette envergure tout en assurant sa consistance, des démarches variées s'imposent : 
Chaque manuscrit est daté. Comme les éditions sont trop souvent très négligeant sur ce point (omettant toute datation ou copiant celle de l'édition antérieure), il fallait vérifier des centaines, voire des milliers d'indications. À cette fin nous avons consulté les instruments de travail habituels, comparé des opinions divergentes, mené une correspondance étendue avec les bibliothèques du monde entier et effectué plusieurs voyages.

## Impact
Le traitement avancé des sources disponibles sous un angle linguistique tout en gardant un fondement philologique solide ainsi que sa scientificité ont fait du DEAF (avec sa bibliographie) l'une des œuvres lexicographiques les plus reconnues au sein de la communauté scientifique. En dépouillant à grande échelle non seulement les textes anciens disponibles mais aussi l'ensemble des dictionnaires pertinents, il est considéré comme le dictionnaire de référence d'ancien français,,.